# Паријана (Маса-Карара)
Паријана је насеље у Италији у округу Маса-Карара, региону Тоскана.
Према процени из 2011. у насељу је живело 403 становника. Насеље се налази на надморској висини од 307 м.